# David Stern (Basketballfunktionär)

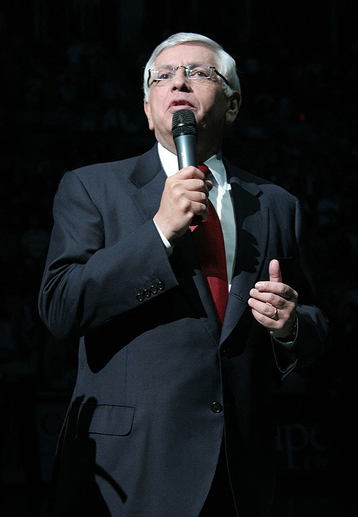
David Stern (2007)

David Joel Stern (* 22. September 1942 in New York City, New York; † 1. Januar 2020 ebenda) war der vierte Commissioner der nordamerikanischen Basketball-Profiliga National Basketball Association (NBA). Der Jurist übernahm den Posten 1984 von Larry O’Brien.
Unter Sterns Führung expandierte die NBA zu einer der größten und weltweit populärsten Profiligen. Seit 1984 wuchs die Liga von damals 23 auf heute 30 Teams. Trotz Vorbehalten setzte sich Stern zusammen mit FIBA-Generalsekretär Borislav Stanković dafür ein, professionellen Basketballspielern, also insbesondere solchen der NBA, die Teilnahme an den Olympischen Spielen zu ermöglichen, wofür er 2012 den Olympischen Orden erhielt. 1996 wurden zwei der NBA untergeordnete Ligen, die Frauenliga WNBA und die Entwicklungsliga NBA-D-League (heute G-League), gegründet.
Am 25. Oktober 2012 kündigte Stern seinen Rückzug als Commissioner für den 1. Februar 2014 an. Nachfolger wurde sein Stellvertreter Adam Silver. 2014 wurde Stern außerdem in die Naismith Memorial Basketball Hall of Fame aufgenommen, 2016 in die FIBA Hall of Fame. Am Neujahrstag 2020 verstarb er im Alter von 77 Jahren an den Folgen einer Hirnblutung, die er im Dezember 2019 erlitten hatte.